# Tornei di tennis femminili nel 1904
Prima della nascita del WTA Tour, ossia l'apertura alle tenniste professioniste dei tornei che prima di quell'anno erano riservati alle tenniste dilettanti, tutti gli eventi più importanti erano amatoriali, tra questi c'erano i tornei del Grande Slam: il Campionato francese di tennis, il Torneo di Wimbledon e gli U.S. National Championships.

## Gennaio
Nessun evento

## Febbraio
Nessun evento

## Marzo
Nessun evento

## Aprile
Nessun evento

## Maggio
Nessun evento

## Giugno
| Settimana | Torneo                                                                   | Vincitore                                                     | Finalista                    | Semifinalisti | Eliminati ai quarti |
| --------- | ------------------------------------------------------------------------ | ------------------------------------------------------------- | ---------------------------- | ------------- | ------------------- |
| 11 giugno | Kent Championships 1904 Beckenham, Gran Bretagna Singolare - Doppio      | Dorothea Douglass 6-2 6-2                                     | Connie Wilson                |               |                     |
| 11 giugno | Kent Championships 1904 Beckenham, Gran Bretagna Singolare - Doppio      |                                                               |                              |               |                     |
| 11 giugno | Kent Championships 1904 Beckenham, Gran Bretagna Singolare - Doppio      | Doppio misto: Edith Greville George Greville titolo condiviso | Connie Wilson Charles Allen  |               |                     |
| 25 giugno | U.S. National Championships 1904 Filadelfia, USA Erba Singolare - Doppio | May Sutton 6-1, 6-2                                           | Elisabeth Moore              |               |                     |
| 25 giugno | U.S. National Championships 1904 Filadelfia, USA Erba Singolare - Doppio | May Sutton Bundy Miriam Hall 3-6, 6-3, 6-3                    | Elisabeth Moore Carrie Neely |               |                     |
| 29 giugno | Torneo di Wimbledon 1904 Londra, Gran Bretagna Erba Singolare            | Dorothea Douglass 6-0, 6-3                                    | Charlotte Cooper             |               |                     |
| 29 giugno | Torneo di Wimbledon 1904 Londra, Gran Bretagna Erba Singolare            |                                                               |                              |               |                     |

## Luglio
| Settimana | Torneo                                                                         | Vincitore               | Finalista      | Semifinalisti | Eliminati ai quarti |
| --------- | ------------------------------------------------------------------------------ | ----------------------- | -------------- | ------------- | ------------------- |
| 2 luglio  | California State Championships 1904 San Rafael, USA Cemento Singolare - Doppio | Hazel Hotchkiss 6-3 6-1 | Miriam Edwards |               |                     |
| 2 luglio  | California State Championships 1904 San Rafael, USA Cemento Singolare - Doppio |                         |                |               |                     |

## Agosto
Nessun evento

## Settembre
Nessun evento

## Ottobre
Nessun evento

## Novembre
Nessun evento

## Dicembre
| Settimana   | Torneo                                                                   | Vincitore                                             | Finalista                     | Semifinalisti | Eliminati ai quarti |
| ----------- | ------------------------------------------------------------------------ | ----------------------------------------------------- | ----------------------------- | ------------- | ------------------- |
| 30 dicembre | New Zealand Championships 1904 Dunedin, Nuova Zelanda Singolare - Doppio | Kathleen Mary Nunneley 6-0 6-3                        | F. Campbell                   |               |                     |
| 30 dicembre | New Zealand Championships 1904 Dunedin, Nuova Zelanda Singolare - Doppio | Miss Jamieson Miss Nicholson 6-3 6-4                  | Miss Harman Kate Nunneley     |               |                     |
| 30 dicembre | New Zealand Championships 1904 Dunedin, Nuova Zelanda Singolare - Doppio | Doppio misto: Kate Nunneley Harold Parker 6-3 3-6 7-5 | Lucy Powdrell Randolph Lycett |               |                     |

## Senza data
| Settimana | Torneo                                                                   | Vincitore           | Finalista    | Semifinalisti | Eliminati ai quarti |
| --------- | ------------------------------------------------------------------------ | ------------------- | ------------ | ------------- | ------------------- |
|           | Campionato francese di tennis 1904 Parigi, Francia Terra rossa Singolare | Kate Gillou Fenwick | Adine Masson |               |                     |
|           | Campionato francese di tennis 1904 Parigi, Francia Terra rossa Singolare |                     |              |               |                     |